# Tyrone Smith
Tyrone Mark Eugene Smith (Paget, 7 agosto 1984) è un lunghista bermudiano.

## Biografia
Cresciuto nella periferia settentrionale di Chicago, si dedica all'atletica leggera sin dall'High School, continuando al college presso l'Università del Missouri e specializzandosi nel salto in lungo. Compete a livello internazionale a partire dal 2006, conquistando una medaglia di bronzo ai Campionati nord-centroamericani di Santo Domingo. Oltre a competizioni continentali come i Giochi panamericani, Smith ha preso parte a numerose edizioni dei Mondiali e a tre edizioni consecutive dei Giochi olimpici da Pechino 2008 a Rio de Janeiro 2016. In Brasile è stato portabandiera della delegazione nazionale.

## Palmarès
| Anno | Manifestazione            | Sede           | Evento         | Risultato | Prestazione | Note |
| ---- | ------------------------- | -------------- | -------------- | --------- | ----------- | ---- |
| 2006 | Campionati NACAC under 23 | Santo Domingo  | Salto in lungo | Bronzo    | 7,90 m      |      |
| 2007 | Campionati NACAC          | San Salvador   | Salto in lungo | 7º        | 7,38 m      |      |
| 2007 | Giochi panamericani       | Rio de Janeiro | Salto in lungo | 14º (q)   | 7,32 m      |      |
| 2008 | Mondiali indoor           | Valencia       | Salto in lungo | 18º (q)   | 7,38 m      |      |
| 2008 | Campionati CAC            | Cali           | Salto in lungo | Bronzo    | 7,80 m      |      |
| 2008 | Giochi olimpici           | Pechino        | Salto in lungo | 15º (q)   | 7,91 m      |      |
| 2009 | Mondiali                  | Berlino        | Salto in lungo | 31º (q)   | 7,72 m      |      |
| 2010 | Mondiali indoor           | Doha           | Salto in lungo | 25º (q)   | 7,45 m      |      |
| 2010 | Giochi CAC                | Mayagüez       | Salto in lungo | Oro       | 8,22 m      |      |
| 2010 | Giochi del Commonwealth   | Nuova Delhi    | Salto in lungo | 5º        | 7,76 m      |      |
| 2011 | Campionati CAC            | Mayagüez       | Salto in lungo | Oro       | 8,06 m      |      |
| 2011 | Mondiali                  | Taegu          | Salto in lungo | 19º (q)   | 7,91 m      |      |
| 2012 | Mondiali indoor           | Istanbul       | Salto in lungo | 10º (q)   | 7,80 m      |      |
| 2012 | Giochi olimpici           | Londra         | Salto in lungo | 12º       | 7,70 m      |      |
| 2013 | Mondiali                  | Mosca          | Salto in lungo | 13º (q)   | 7,89 m      |      |
| 2014 | Giochi CAC                | Veracruz       | Salto in lungo | 11º       | 7,17 m      |      |
| 2014 | Giochi del Commonwealth   | Glasgow        | Salto in lungo | 8º        | 7,79 m      |      |
| 2015 | Giochi panamericani       | Toronto        | Salto in lungo | 4º        | 8,07 m      |      |
| 2015 | Mondiali                  | Pechino        | Salto in lungo | 10º       | 7,79 m      |      |
| 2016 | Giochi olimpici           | Rio de Janeiro | Salto in lungo | 16º (q)   | 7,81 m      |      |
| 2017 | Mondiali                  | Londra         | Salto in lungo | 13º (q)   | 7,88 m      |      |
| 2018 | Mondiali indoor           | Birmingham     | Salto in lungo | 11º       | 7,75 m      |      |
| 2018 | Giochi del Commonwealth   | Gold Coast     | Salto in lungo | 10º       | 7,79 m      |      |
| 2018 | Giochi CAC                | Barranquilla   | Salto in lungo | Argento   | 8,02 m      |      |
| 2018 | Campionati NACAC          | Toronto        | Salto in lungo | 4º        | 7,98 m      |      |
| 2019 | Giochi panamericani       | Lima           | Salto in lungo | 5º        | 7,74 m      |      |
| 2019 | Mondiali                  | Doha           | Salto in lungo | 25º (q)   | 7,49 m      |      |